# Aleksej Borisov
Aleksej Borisov (Šliserburg, Rusija, 1894. – Zagreb, 29. lipnja 1945.), bio je pravoslavni svećenik.
Nakon osnutka Hrvatske pravoslavne crkve u NDH, 1942. godine, imenovan je protojerejem. Nakon sloma NDH uhićen je te od Vojnog suda Komande grada Zagreba, 29. lipnja 1945. godine, osuđen na smrt strijeljanjem.

## Vanjske poveznice
- (engl.) Miloš Obrknežević, Development Of Orthodoxy In Croatia And The Croatian Orthodox Church, prijevod članka iz Hrvatske revije objavljenoga 1979. godine
- Na 66. obljetnicu smrti hrvatskih pravoslavnih svećenika svi umoreni proglašeni su mučenicima-svecima, članak na hrvatskipravoslavci.com